# Videojockey
Als Videojockey (Kurzform VJ; [ˈviːdʒeɪ]) bezeichnet man die Musikvideoclip-Ansager bei kommerziellen Musikfernsehsendern wie z. B. MTV und VIVA.
Der Begriff Videojockey (VJ) sollte nicht verwechselt werden mit der künstlerischen Tätigkeit eines Visual Jockey (VJ). Das Kürzel VJ hat sich allerdings für beide Beschäftigungen eingebürgert, so dass es zu Verwechslungen kommen kann. Die Abkürzung VJ geht zurück auf den Begriff DJ (Kurzform von Disc Jockey) und ist ebenso verwandt dem Kürzel LJ (Kurzform von Lightjockey).
Der Beruf des Videojockeys entstand parallel zum Aufkommen der ersten Musikfernsehsender. Als Geburtsstunde der Videojockeys lässt sich also sehr genau das Jahr 1981 datieren, in dem der weltweit erste Musiksender MTV in den USA startete.
Aufgrund der Popularität der Musikfernsehsender insbesondere in den 1980er und 1990er Jahren wurden aus Videojockeys relativ bekannte Prominente. In Deutschland wären etwa zu nennen Heike Makatsch, Stefan Raab, Mola Adebisi (alle VIVA), Kristiane Backer, Ray Cokes u. v. m.
Da sich Musikfernsehsender primär an jugendlichen Zielgruppen richten, gilt für die Tätigkeit des Videojockeys eine (inoffizielle) Altersbeschränkung: Anders als bei Radio-DJs (dem Radio-Pendant zum Videojockey im Fernsehen) ist mit 30 bis 35 Lebensjahren in der Regel Schluss, da ab diesem Alter eine authentische Anmoderation der auf den Geschmack von Kindern und Jugendlichen zugeschnittenen Clips kaum mehr möglich ist.
Wegen der zunehmenden Zahl an Fernsehsendern und der wachsenden Bedeutung des Mediums Internet haben es heutige Videojockeys wesentlich schwerer, bekannt zu werden.